# Video In Video Out
Video In Video Out, VIVO – gniazdo karty graficznej, które posiadają niektóre karty graficzne. Interfejs umożliwia dwukierunkową transmisję sygnału wideo (wejście i wyjście) za pomocą najczęściej dziewięcio-pinowego gniazda Mini-DIN, oraz specjalnego rozgałęźnika.
VIVO najczęściej można znaleźć w kartach graficznych z "wyższej półki" nazwanych również "high endowymi". Gniazdo najczęsniej jest dostępne w kartach graficznych firm AMD / ATI i NVIDIA.
Zazwyczaj VIVO w tych kartach obsługuje standardy: kompozytowe, S-Video i komponentowe jako wyjściowe, oraz kompozytowe i S-Video jako wejściowe. Wiele innych kart posiada tylko gniazda wyjściowe component albo/i S-Video obok VGA albo DVI, do których wykorzystuje się typowe okablowanie w tych standardach. Należy zauważyć, że wyjście component obsługuje wideo wysokiej rozdzielczości HDTV, ale bez HDCP standardu, który jest oficjalnie wymagany przez EICTA do przesyłania sygnału HDTV - high definition. Aby skorzystać z dobrodziejstw VIVO, wymagane jest zainstalowanie specjanego oprogramowania, które potrafi wyświetlić sygnał wejściowy. Na przykład dla kart graficznych Nvidia GeForce z serii 6 i 7 należy pobrać sterownik Nvidia WDM.
Kilka praktycznych zastosowań VIVO:
- Oglądanie na telewizorze materiałów dostępnych wyłącznie na komputer takich jak pobrane lub nagrane programy telewizyjne, filmy, cyfrowe zdjęcia itp.
- Podłączenie konsoli do gier do komputera w sytuacji, gdy nie ma dostępu do telewizora, lub chce się nagrać przebieg gry.
- Legalne wykonanie kopii zapasowej materiałów multimedialnych (filmy, seriale, koncerty itp.) zakupionych na zabezpieczonych płytach DVD, podłączając odtwarzacz DVD bezpośrednio do komputera.
- Oglądanie/nagrywanie multimediów z innych urządzeń np. magnetowid, kamera itp.

Za pośrednictwem VIVO można przesyłać wyłącznie sygnał wideo, dźwięk należy podłączyć do osobnego gniazda/urządzenia np. karta dźwiękowa w komputerze. Należy  zauważyć, że VIVO nie może odbierać sygnałów radiowych (eter z anteny, czy telewizji kablowej) i wielu innych jak tunery HDTV i kompozytowe monitory (composite monitors). Do tego celu wymagany jest dodatkowy sprzęt.  
Użycie kabla VIVO do TV jako część pulpitu jest wyłączona w komputerach z Windows XP korzystających z kart graficznych GeForce z włączonym SLI, właściwie tryb dual monitor (klonowanie) jest wyłączone w ten sam sposób. Pokrótce osoba, która podłączy VIVO do telewizora, zobaczy w trakcie bootowania zniekształcony obraz. Dlatego opcja VIVO uważana jest jako "użyteczny" element zwłaszcza dla graczy i użytkowników, którzy nie chcą wykorzystywać go jako platformy do podłączenia telewizora.